# Koichi Wakata
Koichi Wakata (若田 光一, Wakata Kōichi, nascut l'1 d'agost de 1963) és un enginyer i astronauta japonès de la JAXA. Wakata ha estat en quatre missions del Transbordador Espacial de la NASA i una estada de llarga duració a l'Estació Espacial Internacional. Durant una carrera de gairebé dues dècades de vols espacials ha registrat cinc mesos a l'espai. Wakata és actualment assignat al vol espacial de llarga duració Soiuz TMA-11M/Expedició 38/Expedició 39 programat pel 2013-2014. Serà el primer comandant japonès de l'Estació Espacial durant l'Expedició 39.